# テクスポート今治
テクスポート今治（テクスポートいまばり）は、愛媛県今治市東門町にあるタオル産業の支援・振興施設。東洋紡績の工場跡地の一部に建設された。テクスポートの名前は、テキスタイル（織物）と今治を象徴するポート（港）からつけられた。
施設内には1000人以上の収容人数を誇る大ホールを始め、中ホールやイベントホールなどの展示施設がありイベント等に貸し出されている。また今治タオルの販売店や資料館、製造風景の展示スペースなども設置されている。

## 施設

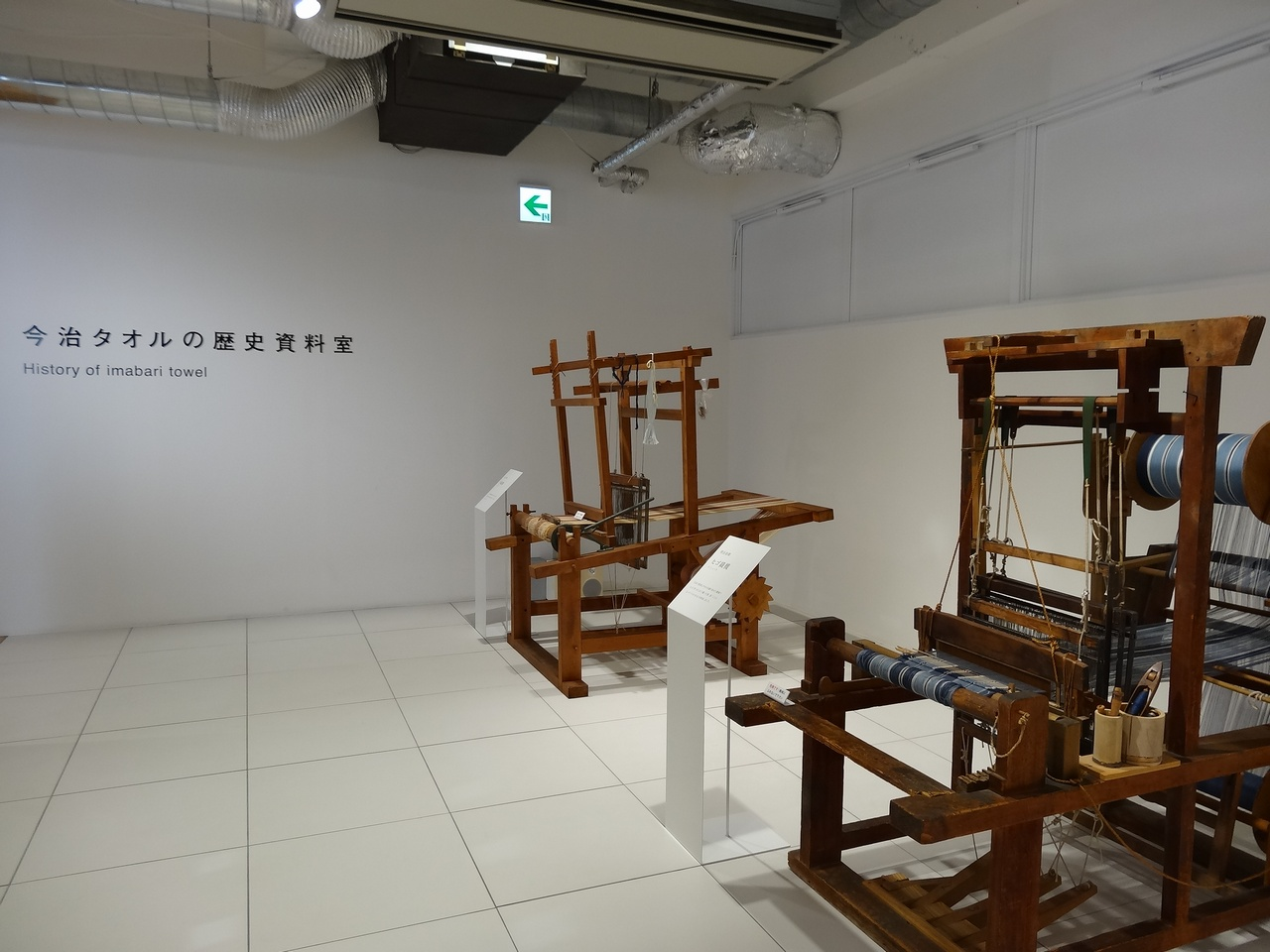
今治タオル歴史資料室

### 1階
- 大ホール（面積:1,197.56m2）
- 今治タオル本店
- 今治タオル歴史資料室
- 今治タオル工業組合

### 2階
- 中ホール（面積:286.56m2）
- イベントホール（面積:286.56m2）
- 会議室
- 日本タオル検査協会中四国検査所
- KBツヅキ今治出張所

### 別館
- タオル工房館

## 開催された主なイベント
- バリシップ 2011 2013 2015 2017 2019（国際海事展）
- 今治タオルフェア
- タミヤ・ジャパンカップほか各種ミニ四駆公認競技会[2]

## 周辺
- フジグラン今治
- 旧今治コンピュータカレッジ
- 今治港（蔵敷地区）

## アクセス
- 瀬戸内運輸（路線バス）「フジグラン前」停留所下車してすぐ。
- 瀬戸内運輸（路線バス）「今治営業所前」停留所下車して約7分。